# Бартоу (Џорџија)
Бартоу (Џорџија) (енгл. Bartow) град је у америчкој савезној држави Џорџија. По попису становништва из 2010. у њему је живело 286 становника.

## Демографија
Према попису становништва из 2010. у граду је живело 286 становника, што је 63 (28,3%) становника више него 2000. године.
| Група             | 2000.       | 2010.       |
| Белци             | 90 (40,4%)  | 118 (41,3%) |
| Афроамериканци    | 133 (59,6%) | 167 (58,4%) |
| Азијати           | 0 (0,0%)    | 0 (0,0%)    |
| Хиспаноамериканци | 3 (1,3%)    | 1 (0,3%)    |
| Укупно            | 223         | 286         |